# Alaxtitla Huixnopala
Alaxtitla Huixnopala är en ort i Mexiko.   Den ligger i kommunen Chicontepec och delstaten Veracruz, i den sydöstra delen av landet, 210 km nordost om huvudstaden Mexico City. Alaxtitla Huixnopala ligger 140 meter över havet och antalet invånare är 276.
Terrängen runt Alaxtitla Huixnopala är huvudsakligen platt, men åt sydost är den kuperad. Runt Alaxtitla Huixnopala är det ganska tätbefolkat, med 65 invånare per kvadratkilometer. Närmaste större samhälle är Chicontepec de Tejada, 17,8 km väster om Alaxtitla Huixnopala. Trakten runt Alaxtitla Huixnopala består till största delen av jordbruksmark.